# ショーン・ダイチ
- ショーン・ダイク
- ショーン・ダイチェ
- ショーン・ダイシ

ショーン・マーク・ダイチ（Sean Mark Dyche, 1971年6月28日 - ）は、イングランド・ノーサンプトンシャー州ケタリング出身の元サッカー選手、現サッカー指導者。
姓のDycheは英国内でもダイシのように発音されることもあるが、本人の発音に基づくとダイチが比較的近いものとなる。

## 選手経歴
1987年にノッティンガム・フォレストFCのユースチームに入団し、1989年にトップチームに昇格するもリーグ戦出場はなく、翌1990年にチェスターフィールドFCに移籍し、1996-97シーズンまでディフェンスリーダーとして活躍。以降ブリストル・シティFC、ミルウォールFC、ワトフォードFC、ノーサンプトン・タウンFCなどを渡り歩き、2006-07シーズン終了後に引退。プレミアリーグではプレーすることなく選手生活を終えた。

## 指導者歴
2007年にワトフォードFCのU-18のコーチに就任したダイチは、2011年8月にトップチームの監督に就任。2011-12シーズンのフットボールリーグ・チャンピオンシップ  (FLC、実質2部)で過去4シーズンの中ではベストとなる11位に導くも、シーズン終了後に退任した。
2012年9月にU-21イングランド代表のスタッフに加わったが、同年10月にエディ・ハウの後任としてバーンリーFCの監督に就任した。就任2年目の2013-14シーズン、FLCで2位となり、クラブを5年振りとなるプレミアリーグに導いた。しかし、選手時代からも含め自身にとって初のプレミアリーグとなった2014-15シーズンは18位に終わり、わずか1年でFLCに降格。それでも2015-16シーズンはFLCで優勝し、1年でプレミアリーグに復帰を果たした。2016-17シーズンは16位で終えトップリーグ残留を果たすと、翌2017-18シーズンは7位にまで導き、クラブにとって52年振りとなる欧州カップ戦の出場権を手に入れた。以降バーンリーをプレミアリーグ残留に導いている。
2021年9月16日、助監督のイアン・ウォーンとともに新契約にサインし、2024-25シーズン終了まで契約延長した。
2022年4月15日、残り8試合で降格圏の18位となり解任された。
2023年1月、エヴァートンFCに途中就任。プレミアリーグで降格圏内だったチームの残留を成功させた。しかし以降のシーズンも成績が振るわず、2025年1月のシーズン途中で解任された。

## 監督成績
2025年1月9日現在
| クラブ       | 国               | 就任           | 退任          | 記録 | 記録 | 記録 | 記録 | 記録   |
| クラブ       | 国               | 就任           | 退任          | 試   | 勝   | 分   | 敗   | 勝率   |
| ------------ | ---------------- | -------------- | ------------- | ---- | ---- | ---- | ---- | ------ |
| ワトフォード | イングランドの旗 | 2011年6月21日  | 2012年7月6日  | 49   | 17   | 17   | 15   | 034.69 |
| バーンリー   | イングランドの旗 | 2012年10月30日 | 2022年4月15日 | 425  | 149  | 118  | 158  | 035.06 |
| エヴァートン | イングランドの旗 | 2023年1月30日  | 2024年1月9日  | 84   | 26   | 26   | 32   | 030.95 |
| 合計         | 合計             | 合計           | 合計          | 558  | 192  | 161  | 205  | 034.41 |

## タイトル

### 個人
- プレミアリーグ月間最優秀監督：2018年3月、2020年2月、2024年4月